# Transfennica
Transfennica ist eine finnische Reederei, die in großen Teilen Europas operiert.

## Geschichte
Transfennica wurde 1976 gegründet und fuhr zunächst nur mit einem Schiff, der Karelia. In den folgenden Jahren stieg die Zahl der Schiffe und Routen stetig an, bis Transfennica 2000 mit insgesamt 16 Schiffen den Nord- und Ostseeraum bediente.
Im Jahr 2002 wurde Transfennica von der niederländischen Spliethoff-Gruppe übernommen. Ein Jahr später wurden die Stena Forecaster und Stena Forerunner von Stena RoRo gechartert.
In Zusammenarbeit mit der Spliethoff Group wurden danach sechs neue ConRo-Schiffe entwickelt und gebaut, die Schiffe der Trafexpress-Klasse. Die Schiffe sind mit einer Länge von über 200 m und einer maximalen Geschwindigkeit von 23 Knoten sowohl für kurze als auch lange Routen geeignet und speziell für Passagen durch den Nord-Ostsee-Kanal ausgelegt.

## Häfen
Transfennica bedient regelmäßig zwölf Häfen in acht europäischen Ländern:

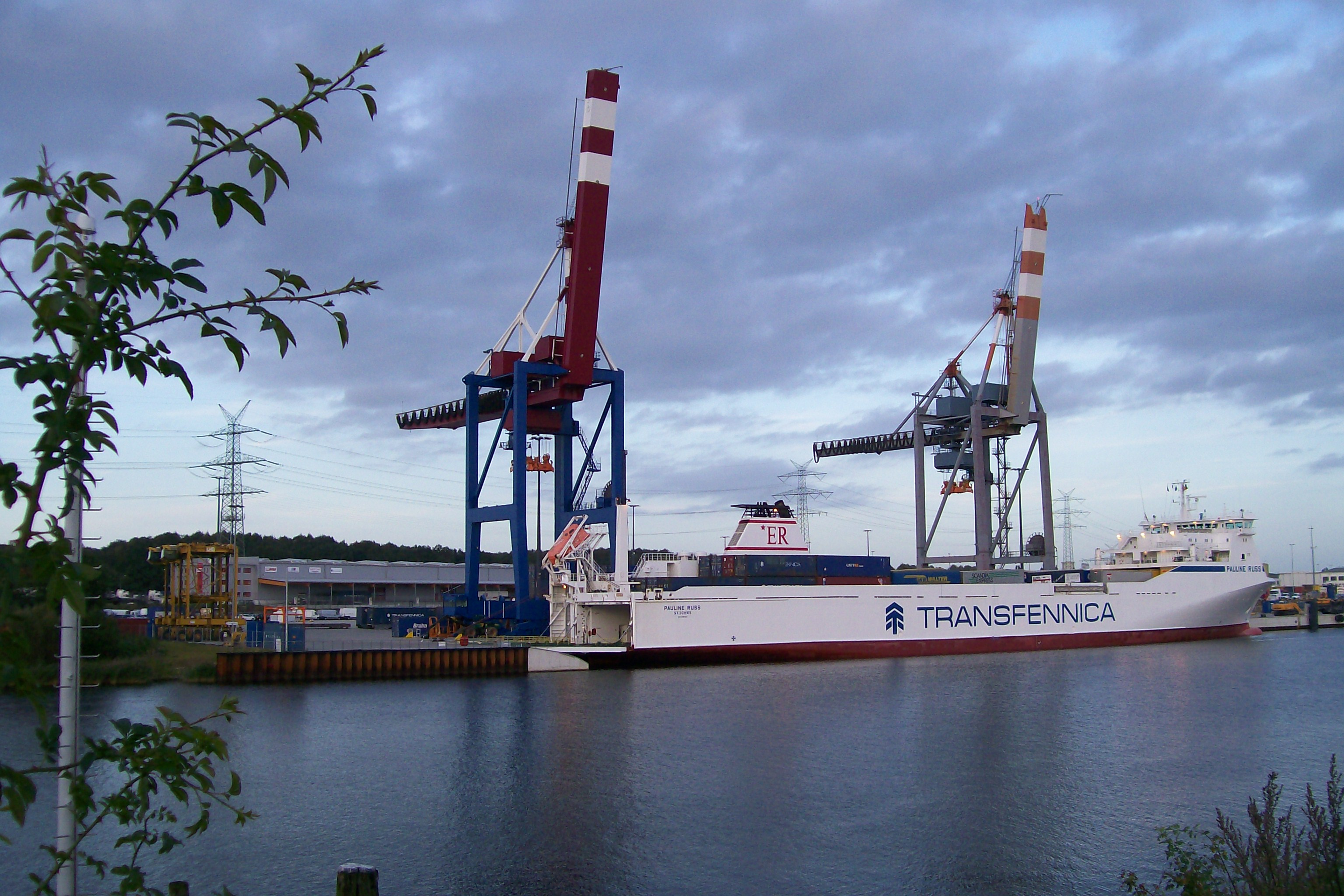
Die Pauline Russ am Seelandkai in Lübeck

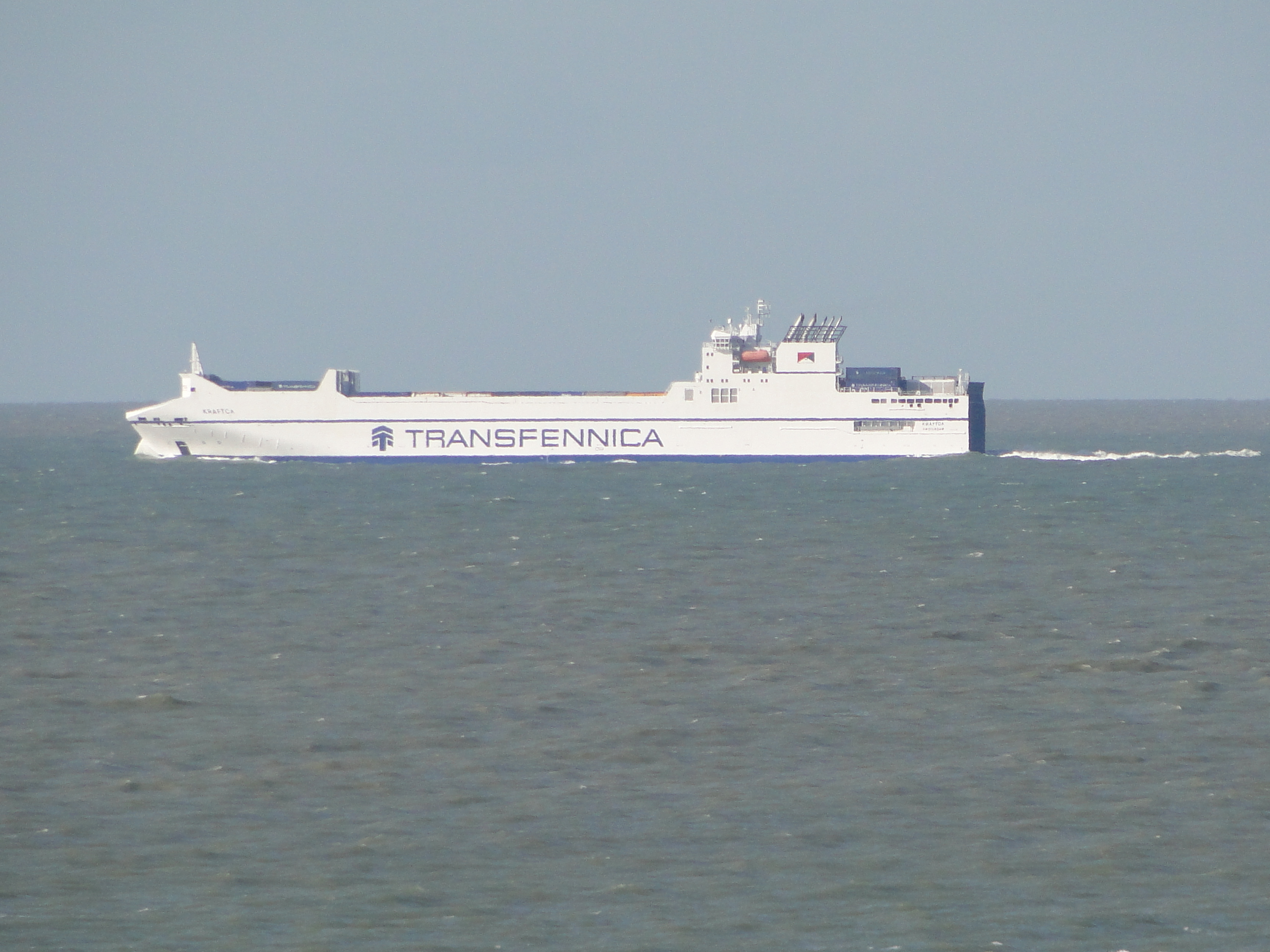
Die Kraftca vor Zeebrügge

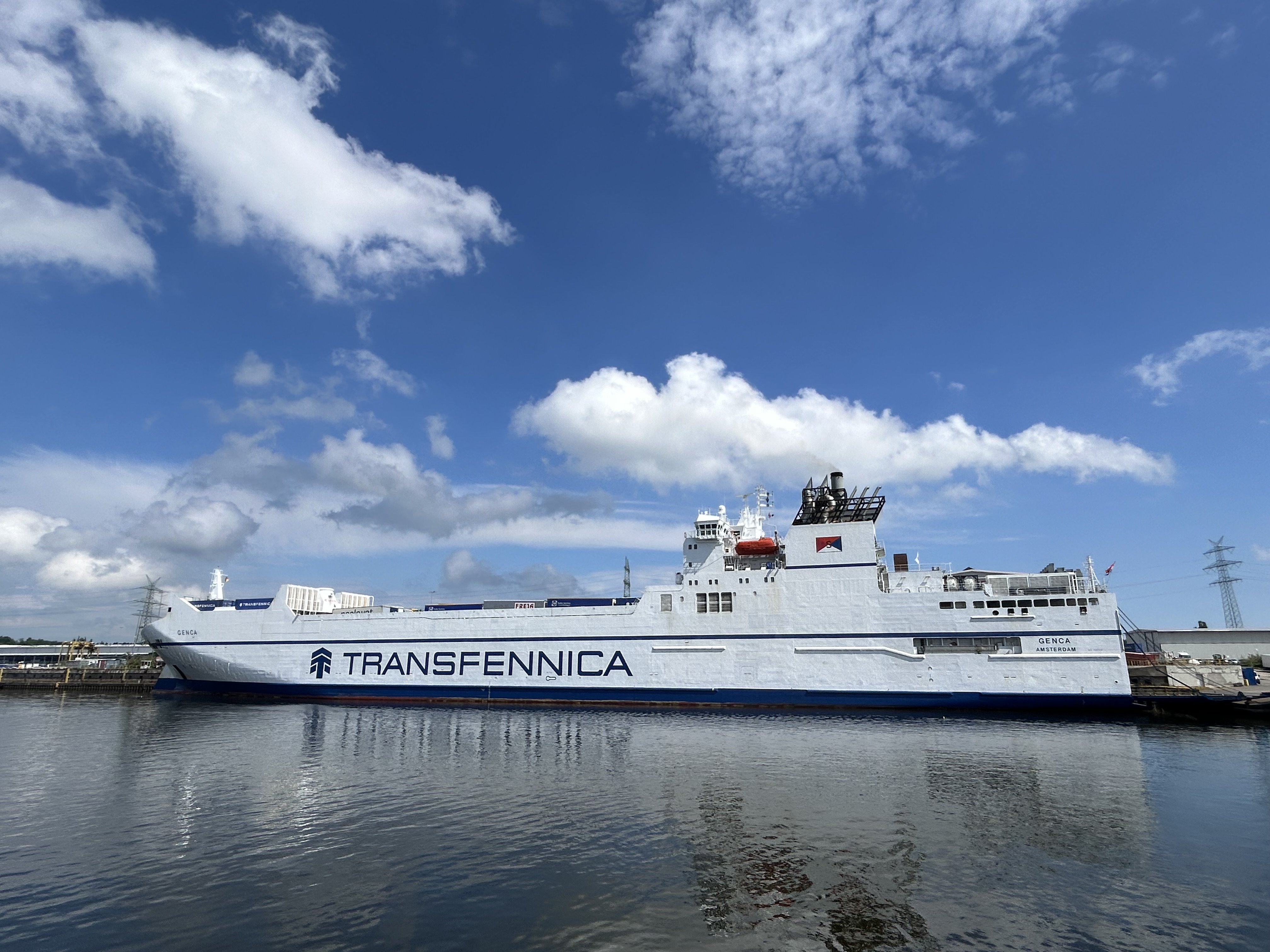
Die Genca bei Travemünde

Belgien
- Zeebrügge
- Antwerpen

Deutschland
- Lübeck
- Rostock

Estland
- Paldiski

Finnland
- Rauma
- Hanko
- Hamina

Polen
- Gdynia

Russland
- Sankt Petersburg

Spanien
- Bilbao

Vereinigtes Königreich
- Tilbury

## Flotte
Die Flotte von Transfennica besteht aus 12 Schiffen (Stand: September 2021).